# Fluctus

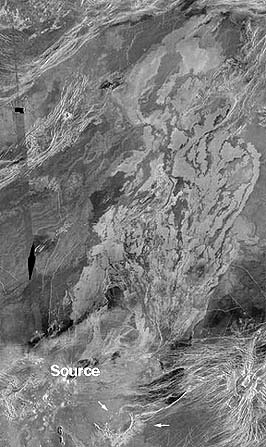
Mylitta Fluctus, een van de grootste fluctūs op Venus (circa 1000 km)

Een fluctus (meervoud: fluctūs) is een Latijnse term die een golf, vloed of stroom aanduidt.
Deze term wordt in de planetaire geologie gebruikt om (lava)stromen en golvend uitziende oppervlaktes aan te duiden, aanwezig op andere hemellichamen. De naam fluctus wordt gebruikt om geologische structuren te beschrijven die aanwezig zijn op Venus, Mars, de Jupiter-satelliet Io en de Saturnus-satelliet Titan.

## Fluctūs op Venus
- Alpan Fluctus
- Argimpasa Fluctus
- Arubani Fluctus
- Bolotnitsa Fluctus
- Cavillaca Fluctus
- Darago Fluctus
- Djabran Fluctus
- Djata Fluctus
- Dotetem Fluctus
- Eriu Fluctus
- Heloha Fluctus
- Henwen Fluctus
- Hikuleo Fluctus
- Ilaheva Fluctus
- Itoki Fluctus
- Juturna Fluctus
- Kaapaau Fluctus
- Kaiwan Fluctus
- Kasogonaga Fluctus
- Koti Fluctus
- Kunkubey Fluctus
- Mamapacha Fluctus
- Medb Fluctus
- Merisa Fluctus
- Mert Fluctus
- Mortim-Ekva Fluctus
- Mylitta Fluctus
- Nambubi Fluctus
- Naunet Fluctus
- Neago Fluctūs
- Nekhebet Fluctus
- Ney-Anki Fluctus
- Ningyo Fluctus
- Oilule Fluctus
- Ovda Fluctus
- Praurime Fluctus
- Rafara Fluctus
- Sicasica Fluctus
- Sobra Fluctus
- Sonmunde Fluctus
- Strenia Fluctus
- Syvne Fluctus
- Tie Fluctus
- Tsunghi Fluctus
- Turgmam Fluctus
- Ubastet Fluctus
- Uilata Fluctus
- Uzume Fluctus
- Vut-Ami Fluctus
- Yagami Fluctus
- Zipaltonal Fluctus

## Fluctūs op Mars
- Galaxias Fluctūs
- Tantalus Fluctus
- Zephyria Fluctus

## Fluctūs op Io
- Acala Fluctus
- Arinna Fluctus
- Donar Fluctus
- Euboea Fluctūs
- Fjorgynn Fluctus
- Kanehekili Fluctus
- Lei-Kung Fluctus
- Lei-zi Fluctus
- Marduk Fluctus
- Masubi Fluctus
- Sobo Fluctus
- Tsũi Goab Fluctus
- Tung Yo Fluctus
- Uta Fluctus

## Fluctūs op Titan
- Ara Fluctus
- Leilah Fluctus
- Mohini Fluctus
- Rohe Fluctus
- Winia Fluctus